# Бадингс, Хенк
Хенк Бадингс (нидерл. Henk Badings; 17 января 1907, Бандунг, Голландская Ост-Индия — 26 июня 1987, Хагтен, Нидерланды) — голландский композитор. Член Фламандской королевской академии наук, литературы и изящных искусств (1950).

## Биография
Хенк Бадингс родился на острове Ява в тогдашней голландской колонии, в возрасте 8 лет переехал в Голландию. Окончил школу в Горинхеме. Брал уроки игры на скрипке. В 12 лет написал своё первое произведение — скрипичную сонату. Помимо музыки проявлял способности в живописи, скульптуре, математике, поэзии. Прежде чем полностью посвятить себя музыке, Бадингс окончил Делфтский технический университет, после окончания которого работал научным сотрудником, занимаясь геологией и палеонтологией. Некоторое время изучал композицию у Виллема Пейпера. С 1934 года преподавал в Амстердамской и Роттердамской консерватории. В период оккупации Нидерландов нацистской Германией и вынужденной эмиграции Сема Дресдена возглавлял Гаагскую консерваторию — этот факт, а также то, что Бадингс состоял в коллаборационистском Голландском совете по культуре, привело к его «профессиональной дисквалификации», которая была с него снята в 1947 году. Преподавал органное искусство в Харлеме, а затем акустику в Утрехтском университете. В 60-е годы, в качестве приглашенного профессора, преподавал в Аделаиде и Питсбурге, а также в Штутгартской высшей школе музыки.

## Композиторская деятельность
Первый композиторский успех Бадингса относится к 27 сентября 1931 года, когда в Концертгебау состоялась премьера его концерта для виолончели с оркестром (оркестром Концертгебау дирижировал Эдуард ван Бейнум). Затем последовало исполнение его Второй симфонии и его скрипичной сонаты в 1933 году во время музыкального фестиваля в Праге. Его последующие симфонии приносят Бадингсу мировую известность. Период после Второй мировой войны был отмечен его увлечением электронной музыкой. Электронные сочинения Бадингса вошли в состав собрания электронной музыки (Early Dutch electronic music from Philips Research Laboratories, 1956—1963). Помимо электронной музыки он писал оперы, музыку к фильмам, симфонии, произведения для духовых оркестров. В 1950-е годы разрабатывал 31-тоновую систему и писал сочинения для особого микротонального органа, построенного Адрианом Фоккером. В музыке Бадингса такие современные композиторские техники, как линеарность, битональность и уже упомянутая 31-тоновая музыка, сочетаются с классической традицией (Нидерландской школой и наследием Баха)

## Сочинения

### Симфонии
- 1930 Симфония № 1 до мажор
- 1932 Симфония до мажор для 16 инструментов
- 1932 Симфония № 2 ре мажор
- 1934 Симфония № 3
- 1942 Симфоническая увертюра
- 1943 Симфония № 4
- 1949 Симфония № 5
- 1953 Симфония № 6 (Симфония псалмов), для смешанного хора и камерного оркестра
- 1953 Симфоническое скерцо
- 1954 Луисвиллская симфония (Симфония № 7)
- 1956 Симфоническая музыка — Симфония № 8
- 1960 Симфонические вариации
- 1960 Симфония № 9 для струнного оркестра
- 1961 Симфония № 10 до мажор,
- 1964 Sinfonia giocosa (Симфония № 11) ре мажор
- 1964 Symphonische klankfiguren (Симфония № 12) ми бемоль мажор
- 1968 Симфонический триптих (Симфония № 14) ля мажор

### Концерты для инструмента с оркестром
- 1928 Концерт № 1 для скрипки с оркестром
- 1930 Концерт № 1 для виолончели с оркестром (посвящён Хенку ван Веселю)
- 1933—1935 Концерт № 2 для скрипки с оркестром
- 1939 инстр. 1954 Концерт № 2, для виолончели с оркестром
- 1940 Концерт для фортепиано с оркестром
- 1942 Тройной концерт для скрипки, виолончели и фортепиано с оркестром
- 1944 Концерт № 3 до мажор для скрипки с оркестром
- 1947 Концерт № 4 до мажор для скрипки с оркестром (посвящён Хансу Брандтсу Бёйсу)
- 1951 Концерт для саксофона
- 1952 Концерт для органа с оркестром
- 1954 Концерт для двух скрипок с оркестром (по заказу Общества Вагенара, посвящён Херману Кребберсу и Тео Олофу)
- 1955 Атлантические танцы для фортепиано и малого оркестра
- 1956 Концерт для флейты с оркестром (по заказу студенческого музыкального общества «Sempre Crescendo», посвящён Яапу Стотейну)
- 1964 Концерт для фагота, контрфагота и духового оркестра
- 1964 Концерт для двух фортепиано с оркестром
- 1965 Концерт для альта с оркестром
- 1965 Двойной концерт in A groot для скрипки и альта с оркестром
- 1966 Концерт № 2 ре мажор для органа с оркестром
- 1969 Концерт № 2 для двух скрипок с оркестром (посвящён скрипичному дуэту Жанна Вос и Бу Лемкес)
- 1981 Тройной концерт № 3 для флейты, гобоя и кларнета с оркестром (по заказу города Эйндховен)